# Океанографска институција Вудс Хоул

Океанографска институција Вудс Хоул (енгл. Woods Hole Oceanographic Institution, WHOI, IPA: /ˈhuːi/, ХУИ) је приватна, непрофитна истраживачка и високошколска установа посвећена проучавању поморске науке и инжењерства.
Основана 1930. године у Вудс Хоулу, Масачусетс, највећа је независна океанографска истраживачка институција у САД, са око 1.000 запослених и студената.

## Устројство
Институција је организована у шест одељења, Кооперативни институт за истраживање климе и океана и центар за поморску политику. Њени објекти на обали налазе се у селу Вудс Хоул, Масачусетс, Сједињене Америчке Државе, и на удаљености од миљу и по на кампусу Квисет. Највећи део средстава институције долази из грантова и уговора са Националном научном фондацијом и другим владиним агенцијама, уз додатак средстава из фондација и приватних донација.
Научници, инжењери и студенти WHOI сарађују на развоју теорија, тестирању идеја, изградњи инструмената за пловидбу и прикупљању података у различитим морским окружењима. Бродови којима управља WHOI превозе истраживаче широм светских океана. Флота WHOI укључује два велика истраживачка брода (Атлантис и Нил Армстронг), приобално пловило Тиога, мања истраживачка пловила као што је радни чамац за ронилачке операције Ехо, дубокоронско возило са људском посадом Алвин, привезано возило на даљинско управљање Џејсон/Медеја и аутономна подводна возила као што су РЕМУС и СиБЕД.
WHOI нуди дипломске и постдокторске студије из области поморских наука. Постоји неколико програма стипендирања и обуке, а дипломске титуле се додељују кроз заједнички програм са Масачусетским технолошким институтом (МИТ). WHOI је акредитован од стране Асоцијације школа и колеџа Нове Енглеске. WHOI такође нуди програме за јавност и неформално образовање кроз свој изложбени центар и летње туре. Институција има волонтерски програм и програм чланства, WHOI Associate. WHOI дели библиотеку, МБЛWHOI библиотеку, са Поморском биолошком лабораторијом. МБЛWHOI библиотека поседује штампане и електронске збирке из области биолошких, биомедицинских, еколошких и океанографских наука. Библиотека такође спроводи пројекте дигитализације, очувања података и информатике.
Дана 1. октобра 2020, Питер Б. де Менокал постао је једанаести председник и директор институције.

## Историја
Године 1927, комитет Националне академије наука закључио је да је време да се „размотри удео Сједињених Америчких Држава у светском програму океанографских истраживања.” Препорука комитета за оснивање сталне независне истраживачке лабораторије на источној обали како би се „бавила океанографијом у свим њеним гранама” довела је до оснивања Океанографске институције Вудс Хоул 1930. године.

Грант од 2,5 милиона долара од Рокфелер фондације подржао је летњи рад десетак научника, изградњу лабораторијске зграде и пуштање у рад истраживачког брода, кеча 
 дужине 142 ft (43 m), чији профил и данас чини лого институције.
WHOI је значајно порастао како би подржао важна истраживања везана за одбрану током Другог светског рата, а касније је започео стабилан раст особља, истраживачке флоте и научног угледа. Од 1950. до 1956. године, директор је био др Едвард „Ајсберг” Смит, истраживач Арктика, океанограф и пензионисани контра-адмирал Обалске страже Сједињених Држава.
Године 1977. институција је именовала океанографа Џона Стила за директора, и он је на тој функцији био до пензионисања 1989. године. Дана 1. септембра 1985, заједничка француско-америчка експедиција коју су предводили Жан-Луј Мишел из ИФРЕМЕР-а и Роберт Балард из Океанографске институције Вудс Хоул идентификовала је локацију олупине РМС Титаникa, који је потонуо код обале Њуфаундленда 15. априла 1912.
Дана 3. априла 2011, у року од недељу дана од наставка операције потраге за летом 447 Ер Франса, тим предвођен WHOI, користећи аутономна подводна возила (АУВ) у власништву Института Вејт, открио је помоћу сонара са бочним скенирањем велики део поља остатака са лета АФ447.
У марту 2017. институција је усвојила политику отвореног приступа како би своја истраживања учинила јавно доступним на мрежи.
Године 2019, iDefense је известио да су кинески хакери покренули сајбер-нападе на десетине академских институција у покушају да дођу до информација о технологији која се развија за Морнарицу Сједињених Држава. Међу метама је била и Океанографска институција Вудс Хоул. Напади су трајали најмање од априла 2017.
У августу 2024, истраживачи институције треба да спроведу, под условом одобрења Агенције за заштиту животне средине САД, експеримент вредан 10 милиона долара за повећање алкалности океана, делимично финансиран од стране Националне управе за океане и атмосферу, који ће испустити 6.000 галона течног раствора натријум хидроксида у океан 10 миља јужно од Мартас Винјарда у покушају да се уклони 20 метричких тона угљен-диоксида из атмосфере.

## Уговори са војском
Океанографска институција Вудс Хоул развија технологију за Морнарицу Сједињених Држава, укључујући сензоре за океанско бојно поље, беспилотна подводна возила, и акустичне навигационе и комуникационе системе за операције на Арктику. Институција такође ради на пројекту Sundance за Канцеларију за поморска истраживања.

## Додељене награде

### Награда Б. Х. Кечам
Награда Б. Х. Кечам, установљена 1983. године, додељује се за иновативна истраживања у приобалним/близуобалним водама и названа је у част океанографа Боствика Х. „Бака” Кечама. Награду администрирају WHOI приобални океански институт и Ринехарт приобални истраживачки центар.
Добитници:
- 2017: Дон Андерсон, Океанографска институција Вудс Хоул
- 2015: Кандас Овијат, Факултет за океанографију, Универзитет Роуд Ајленда
- 2010: Џејмс Е. Клерн, Геолошки топографски институт Сједињених Држава
- 2007: Ричард Гарвин, Универзитет у Делаверу
- 2003: Џон Фарингтон, Океанографска институција Вудс Хоул
- 2003: Ненси Рабале, Louisiana Universities Marine Consortium
- 1999: Вилард Мур, Универзитет Јужне Каролине
- 1996: Роналд Смит, Универзитет Лафборо
- 1995: Кристофер Мартенс, Универзитет Северне Каролине
- 1992: Скот В. Никсон, Универзитет Роуд Ајленда
- 1990: Данијел Линч, Дартмут колеџ
- 1989: Вилијам Бојкорт, Универзитет у Мериленду
- 1988: Аласдер Мекинтајер, Универзитет у Абердину (емеритус)
- 1986: Џон С. Ален, Државни универзитет Орегона
- 1985: Томас Х. Пирсон, Обан, Аргајл, Шкотска
- 1985: Мајкл Мур, Плимут, УК
- 1984: Едвард Д. Голдберг, Скрипс институт за океанографију

### Медаља Хенрија Брајанта Бигелоуа за океанографију
Медаља Хенрија Брајанта Бигелоуа за океанографију установљена је 1960. године у част првог директора WHOI, биолога Хенрија Брајанта Бигелоуа. Добитници: Извор:
- 2004: Дејвид М. Карл (професор океанографије, Универзитет на Хавајима) – за „његов допринос микробиолошкој океанографији, посебно развој и вођење дугорочних, интегрисаних студија хемијских, физичких и биолошких варијација у океанским срединама.”
- 1996: Бил Џ. Џенкинс (виши научник, поморска хемија и геохемија, WHOI) – за „његов изузетан допринос развоју технике датирања трицијум-хелијум и њену примену на проблеме у физици океана, биологији и геохемији, као и за његов изузетан карактер и несебичну посвећеност напретку науке у WHOI.”
- 1993: Роберт Велер (виши научник, физичка океанографија; директор, CICOR; WHOI)
- 1992: Алис Олдреџ (Универзитет Калифорније, Санта Барбара) и Мери Вилкокс Силвер (Универзитет Калифорније, Санта Круз) – за „њихов креативни допринос биолошкој и хемијској океанографији, посебно у доказивању значаја 'морског снега' као главног доприносиоца вертикалном флуксу честичне материје широм светских океана.”
- 1988: Ханс Томас Росби (Универзитет Роуд Ајленда) и Даглас Честер Веб (Webb Research) – за „њихов креативни допринос океанској технологији и океанографији, посебно у развоју SOFAR пловка и унапређењу нашег знања о Лагранжовој динамици океана.”
- 1984: Арнолд Л. Гордон (Универзитет Колумбија) за „његову посвећеност у завршетку Антарктичког циркумполарног истраживања.”
- 1980: Холгер В. Јанаш (WHOI) – за „његов креативни допринос поморској микробиологији пружајући нам разумевање основа микробиолошких процеса у мору и динамике океанских ланаца исхране.”
- 1979: Волфганг Х. Бергер (Скрипс институт за океанографију, Универзитет Калифорније, Сан Дијего) – за „његов креативни допринос палеоокеанографији отварањем врата перцепције о контролним факторима који управљају седиментацијом карбоната у океанима, и за пружање уједињујућег концептуалног модела за тумачење геолошке еволуције океанских басена.”
- 1974: Хенри М. Стомел (WHOI)
- 1970: Фредерик Вајн (WHOI) – Као признање за „његов маштовит и чврст допринос човековом разумевању формативних процеса активних унутар Земље.”
- 1966: Колумбус О’Донел Ајзелин (WHOI)
- 1964: Брус К. Хизен (WHOI)
- 1962: Џон К. Сволоу (WHOI)
- 1960: Хенри Брајант Бигелоу

## Научници
Током година, научници WHOI су дошли до значајних открића о океану која су допринела унапређењу америчке трговине, здравља, националне безбедности и квалитета живота. Добили су награде и признања од научних друштава као што су Океанографско друштво, Америчка геофизичка унија, Асоцијација за науке лимнологије и океанографије и неколико других.
Значајни научници укључују:
- Ејми Бауер, виши научник, слепи океанограф
- Стен Харт, научник емеритус, добитник медаље Вилијам Боуви[25]
- Елизабет Кујавински, амерички океанограф, виши научник у Вудс Хоулу[26]
- Лорал О’Хара, истраживачки инжењер, НАСА астронаут
- Кристофер М. Реди, виши научник, истраживач изливања нафте[27]
- Алфред К. Редфилд (1890–1983), океанограф. Открио је Редфилдов однос и био виши биолог у WHOI од 1930. до 1942, и помоћник директора од 1942. до 1957. Редфилдова лабораторија Института названа је у његову част 1971.[28]
- Мери Сирс, виши научник у поморској биологији која је служила у Хидрографској канцеларији морнарице током Другог светског рата, састављајући океанографске обавештајне податке за Пацифичку кампању[29]
- Хајди Сосик, виши научник у биологији, проналазач[30]
- Клаус Хаселман, професор на Океанографској институцији Вудс Хоул од 1970. до 1972.[31]
- Роберт Балард, океанограф, пензионисани официр америчке морнарице, истраживач и поморски археолог који је пронашао олупину Титаника
- Лисан Ју – позната по раду у Саветодавном одбору за науку о Земљи (ESAC) и у комитету Федералног саветодавног одбора (FACA) НАСЕ.

## Истраживачка флота

### Бродови
WHOI управља са неколико истраживачких бродова, у власништву Морнарице Сједињених Држава, Националне научне фондације или институције:
- Р/В Атлантис (АГОР-25) – дугачак 274 стопе, матични брод подморнице Алвин
- Р/В Тиога (у власништву WHOI) – дугачак 60 стопа
- Р/В Нил Армстронг (АГОР-27) – дугачак 238 стопа

WHOI је раније управљао бродом Р/В Кнор, који је 2015. године замењен бродом Р/В Нил Армстронг.

### Флота малих чамаца
WHOI управља многим малим чамцима који се користе у унутрашњим лукама, језерима, рекама и приобалним заливима. Сви су у власништву саме институције.
- Моторни чамац Ехо – дугачак 29 стопа (углавном се користи као радни чамац за подршку ронилачким операцијама, такође најновије мало истраживачко пловило у WHOI)
- Моторни чамац Митилус – дугачак 24 стопе (углавном се користи у водама превише плитким за већа пловила и представља свестран приобални истраживачки чамац)
- Моторни чамац Каланус – дугачак 21 стопу (углавном се користи у локалним водама као што су Грејт Харбор, Винјард Саунд и Базардс Беј)
- Моторни чамац Лимулус – дугачак 13 стопа (углавном се користи за превоз опреме до већих пловила и као радна платформа за истраживачке задатке близу обале)
- Чамац на весла Орзрус – дугачак 12 стопа (углавном се користи у лукама и језерима где моторна пловила нису дозвољена)

### Подводна возила
WHOI је такође развио бројна аутономна и даљински управљана подводна возила за истраживање:
- Алвин (ДСВ-2) – возило са људском посадом, најпознатија опрема институције
- Дипси челенџер – возило са људском посадом које је дизајнирао, тестирао на терену, а касније донирао WHOI-у канадски филмски редитељ Џејмс Камерон[33]
- Џејсон – возило на даљинско управљање (РОВ)
- Сентри – аутономно подводно возило (АУВ) и наследник АБЕ-а
- Нереус – хибридно возило на даљинско управљање (ХРОВ); изгубљено 10. маја 2014. током истраживања рова Кермадек.[34]
- РЕМУС – Remote Environment Monitoring UnitS, породица аутономних подводних возила
- Месобот – аутономно подводно возило направљено за праћење морског живота у мезопелагијалној зони[35]
- СиБЕД – аутономно подводно возило оптимизовано за снимање морског дна високе резолуције
- Спреј глидер – возило на даљинско управљање, користи се за прикупљање података о салинитету, температури итд. у одређеном подручју
- Слокум глидер – још једно возило на даљинско управљање, са функцијама сличним функцијама Спреј глидера
- КАМПЕР – вучено возило које се користи за прикупљање узорака са морског дна Арктичког океана
- Сисоар – подморница коју вуче брод
- ТовКем – подморница са камерама коју брод вуче дуж океанског дна ради фотографисања
- Видео планктон рекордер – подморница са микроскопским системима камера, коју вуче брод ради снимања планктона
- Аутономни бентоски истраживач (АБЕ) – аутономно подводно возило